# Мукореја
Мукореја је губитак велике количине слузи заједно са изметом или фецесом. Код здравих људи нормално је да се са изметом елиминише минимална количина слузи, чиме се одржава влажност и подмазује слузокоже дебелог црева.
Повећано лучење слузи може указивати на присуство гастроинтестиналног поремећаја, који могу да потичу од инфективног процеса, опструкције дебелог црева или специфичних болести као што су Кронова болест, улцерозни колитис, рак дебелог црева.У зависности од основног проблема, губитак слузи може бити повезан са бројним симптомима. 

## Етиологија
Трагови слузи у столици најчешће нису знак никакве патологије, јер је то нормалан физиолошки процес. Међутим прекомерна количина слузи могла би једноставно настати прекомерном стимулацијом ануса.
Прекомерно излучивање слузи без дефекације може указивати на аналне лезије, чак и туморског порекла, или на патологије као што су колитис, улцерозни колитис, цревна дисбиоза, гонореја, интолеранција на храну, хронични затвор, итд.
Ако је лучење слузи, присутну у време дефекације, то може бити симптом унутрашњих оштећења. У овом случају, поред туморских маса, могу се јавити и хронична инфламаторна обољења или присуство слузи услед затвора, хемороида, аналних фисура, мукоректалног пролапса или ректокеле.
Студија на 31 пацијенту показује да већина пацијената са синдромом солитарног ректалног улкуса има мукореју.  Студија на 36-годишњој жени са синдромом солитарног ректалног улкуса такође показује да пацијент има слузокожу. 
Пацијенти са синдромом иритабилног црева такође могу имати мукореју. 

### Болести и стања праћена мукорејом
Патологије које могу бити повезане са мукорејом су следеће:
- алергије на храну
- целијакија
- кламидија
- колитис
- улцерозни колитис
- дивертикулитис
- хемороиди
- аналне фистуле
- гастроентеритис
- гонореја
- нетолеранција на лактозу
- Кронова болест
- интестиналне опструкције
- паразитоза црева
- полипи црева
- проктитис
- салмонела
- синдром иритабилног црева
- рак дебелог црева
- анални рак
- ректални улкуси
- волвулус

## Клиничка слика
У зависности од основног стања које узрокује мукореју, губитак течности може бити повезан са симптомима прекомерног губитка слузи, у које спадају:
- бол,
- оток,
- грчеве у стомаку,
- крвава столица,
- пролив (дијареја),
- мучнина и повраћање,
- фекална инконтиненција,
- тахикардија,
- конфузија.

## Терапија
За лечење мукореје не постоји специфичан лек, јер теарпиај зависи од њеног основног узрока. Према томе у зависности од проблема који доводи до појаве слузи у измету и терапија је специфична.  